# Johny Hendricks
Johny Harvey Hendricks (Ada, 12 de setembro de 1983) é um ex-lutador de MMA estadunidense. Ele lutou na divisão de peso-meio-médio e peso-médio do UFC, e já foi campeão do peso-meio-médio do UFC.

## Carreira no MMA

### Início da Carreira
Após graduar-se em 2007, Hendricks se mudou para Las Vegas e assinou com o Team Takedown, juntamente com outros dois ex-lutadores da OSU, Shane Roller e Jake Rosholt. Hendricks começou a treinar para uma carreira no MMA e fez sua estréia profissional em 28 de setembro de 2007,no qual no terceiro round venceu por TKO (socos) Victor Ratcliff, pelo Master of Cage 16 em Oklahoma.
Hendricks lutou mais uma vez em 2007, e derrotou Spencer Cowley no segundo round por TKO pelo Snakebite Fight Night em Oklahoma.Hendricks fez (e venceu) sua estréia na televisão em 15 de março de 2008, com uma submissão primeiro round sobre Richard Gamble no HDNet Fights Xtreme Fighting League 1, antes de assinar um acordo com o WEC (junto com Rolles e Rosholt).
No WEC, Hendricks venceu duas lutas sobre Justin Haskins no WEC 37 (primeira luta Hendricks "fora de Oklahoma) e uma vitória por decisão unânime sobre Alex Serdyukov no WEC 39,  que foi a ultima luta nessa categoria do WEC devido à decisão da empresa para dissolver a divisão do welterweight e focar os lutadores mais leves..

### Ultimate Fighting Championship
Com o WEC eliminando sua classe de peso, Hendricks teve de encontrar outro lugar para lutar e optou por fazer o salto para o UFC.Em maio de 2009, foi anunciado que Hendricks estaria fazendo sua estreia no UFC contra o campeão do The Ultimate Fighter: Team Rampage vs. Team Forrest Amir Sadollah no UFC 101 no Wachovia Center na Filadélfia, Pensilvânia em 8 de agosto de 2009. Nos segundos iniciais do primeiro round, Hendricks bloqueou um chute alto de Sadollah e respondeu com um uppercut. Hendricks continuou a pousar socos até árbitro Dan Miragliotta terminar a luta de 29 segundos do primeiro round. Depois de bater em Sadollah, ele saltou e correu toda a gaiola com um sorriso enorme no rosto, o que lhe valeu o apelido não-oficial de Happy Beard Guy entre os fãs da luta. Algumas pessoas criticaram Miragliotta para parar a luta cedo demais, como Sadollah parecia estar tentando se levantar, mas Miragliotta defendeu sua paralisação dizendo que Sadollah era "de fora" e ainda parecia vítreo os olhos e me perguntou o que aconteceu.
Hendricks derrotou o recém chegado do UFC Ricardo Funch em 12 de dezembro de 2009 pelo UFC 107: Penn vs.Sanchez.
Ele derrotou TJ Grant no UFC 113 por decisão Majoritária, melhorando o seu recorde para 3-0 no UFC.
Hendricks enfrentou Charlie Brenneman em 7 de agosto de 2010 no UFC 117. Hendricks o derrotou por nocaute técnico (socos), após 40 segundos do segundo round.
Hendricks lutou com Rick Story em 4 de dezembro de 2010 no The Ultimate Fighter Team GSP vs. Team Koscheck Finale. Hendricks sofreu a primeira derrota de sua carreira no MMA, perdendo por decisão unânime.
Hendricks era esperado para enfrentar Paulo Thiago em 3 de março de 2011, no UFC on Versus 3. No entanto, Thiago foi forçado a sair da luta com uma lesão no cotovelo. Em vez disso, Hendricks lutou TJ Waldburger em 26 de março de 2011 no UFC Fight Night 24:Nogueira vs. Davis, substituindo Dennis Halmann. Hendricks venceu por TKO no Primeiro round, e levando o Nocaute da Noite.
Hendricks enfrentou Mike Pierce em 6 de agosto de 2011 no UFC 133. Hendricks venceu por decisão dividida.
Hendricks lutou com o até então número # 2 dos Welterweight do mundo Jon Fitch em 30 de dezembro de 2011 no UFC 141: Lesnar vs. Overeem. Hendricks se tornou o primeiro homem a finalizar Fitch no UFC, conquistando através de um KO com apenas 12 segundos do primeiro round, também ganhando o Nocaute da Noite.
No co-evento principal do UFC on Fox: Diaz vs. Miller, Josh Koscheck e Hendricks fizeram uma luta extremamente equilibrada, decidida nos mínimos detalhes. Melhor no segundo round e pouca coisa superior no período final, Hendricks acabou ficando com a vitória em decisão divida dos jurados (29 a 28, 28 a 29 e 29 a 28). - Esse cara é difícil. Bati nele com tudo, mas tiro o chapéu para ele. Tenho a mão pesada, mas sabia que seria complicado. Quero agora levar o cinturão para casa - afirmou Hendricks
Hendricks se tornaria o contender Nº 1, após conseguir um belíssimo Nocaute em cima de Martin Kampmann aos 45 segundos do primeiro round no UFC 154: St. Pierre vs. Condit em 17 de Novembro de 2012.

#### Hendricks vs Condit
Com a lesão de Rory MacDonald, Hendricks substituiu o garoto numa luta contra Carlos Condit no co-maint event do UFC 158 em 16 de Março de 2013. Hendricks era esperado para lutar contra Jake Ellenberger na mesma noite, o que deixou o americano furioso. Jake Ellenberger afirmou que na primeira oportunidade que tiver, quer “vestir os dentes de Hendricks em um colar”.
A luta contra Carlos Condit representava um grande desafio para Hendricks, que provavelmente já conseguiria o title shot caso passasse por Ellenberger. Condit nunca foi nocauteado na sua carreira e é conhecido pelo ótimo preparo físico. O duelo correspondeu às expectativas e foi marcado por uma trocação franca entre os dois atletas americanos, pela potência do punho esquerdo de Hendricks e a resistência do queixo de Condit, que também esteve bem em pé e valorizou muito o duelo. O duelo faturou o prêmio de luta da noite. Os três jurados deram vitória pelo placar de 29 a 28 a Hendricks, que voltou a desafiar o campeão St-Pierre pelo cinturão:
| “ | Ei, GSP, se você vencer hoje, quero vê-lo daqui a cinco meses aqui mesmo! Olha só, eu sei que vocês gostam do GSP, mas eu mereci isso! Quero esta luta aqui, e se você não quiser, eu vou até a sua casa, vou levar um árbitro e vamos fazer algo a respeito. - | ” |

### Hendricks vs. Georges St-Pierre
A disputa de cinturão dos meio-médios aconteceu no UFC 167, dia 16 de Novembro de 2013, em Las Vegas, Estados Unidos. Hendricks perdeu a luta por uma decisão dividida, e ganhou pela terceira vez o prêmio de luta da noite.
O resultado da luta causou polêmica e dividiu opiniões quanto ao vencedor. Enquanto alguns viram a vitória para o campeão, outros acharam que o desafiante merecia sair com o título. Os jurados do duelo também discordaram sobre o resultado do primeiro round, e deram vitória dividida para o canadense.

### Hendricks vs. Lawler
Após a luta entre St. Pierre e Hendrick, St. Pierre deixou no ar uma possível aposentadoria. No dia 13 de Dezembro de 2013, St. Pierre fez uma coletiva anunciando sua aposentadoria temporária e deixando o título vago.
Hendricks enfrentou Robbie Lawler em 15 de Março de 2014 no UFC 171 pelo Cinturão Meio Médio Vago do UFC. No dia da pesagem, Hendricks não conseguiu bater peso na primeira tentativa, marcando 78,1 kg. Após muita apreensão por parte de todos, o atleta conseguiu atingir o peso limite para o cinturão com as 2 horas extras fornecidas pelo UFC.
Hendricks venceu a luta por decisão unânime após duros cinco rounds e se tornou o novo Campeão Meio Médio do UFC. A luta rendeu a Hendricks e Lawler o bônus de Luta da Noite.
Após duas vitórias de Lawler, ele recebeu outra chance pelo título, que aconteceu no dia 6 de Dezembro de 2014 no UFC 181. Hendricks foi derrotado em uma nova polêmica decisão dividida e perdeu o cinturão meio médio do UFC para Lawler.
Hendricks teria uma revanche contra Lawler garantida, porém, Hendricks optou por não esperar o campeão poder lutar novamente e foi marcado para enfrentar Matt Brown em 14 de Março de 2015 no UFC 185. Ele dominou Brown, vencendo por decisão unânime.
Hendricks era esperado para enfrentar Tyron Woodley em 3 de Outubro de 2015 no UFC 192. No entanto, devido a problemas no corte de peso, Hendricks mais uma vez teve que deixar a luta.

#### Hendricks vs Wonderboy
Hendricks  enfrentou Stephen Thompson em 6 de Fevereiro no UFC Fight Night: Hendricks vs. Thompson sendo derrotado por nocaute ainda no primeiro round.

#### Hendricks vs Kelvin Gastelum
"Big Rigg" novamente teve problemas para bater o peso na edição do UFC 200: Tate vs. Nunes, no dia 9 de julho de 2016, e foi multado com 20% do valor de sua bolsa. Na luta contra Kelvin Gastelum, Hendricks foi dominado e perdeu por decisão unânime.

## Campeonatos e bonus conquistados

### Collegiate wrestling
- National Collegiate Athletic Association
  - NCAA Division I All-American out of Oklahoma State University (2004), (2005), (2006), (2007)
  - NCAA Division I 157 1b - 5th place out of Oklahoma State University (2004)
  - NCAA Division I 165 1b - Champion out of Oklahoma State University (2005)
  - NCAA Division I 165 1b - Champion out of Oklahoma State University (2006)
  - NCAA Division I 165 1b - Runner-up out of Oklahoma State University (2007)
  - Big 12 Conference Championship out of Oklahoma State University[8]

### Wrestling Amador
- USA Junior Freestyle Championship
  - USA Junior Freestyle Championship 165 1b - Winner out of Oklahoma (2001))
  - USA Junior Freestyle Championship 165 1b - Winner out of Oklahoma (2002)

### Artes Marciais Mistas
- Ultimate Fighting Championship
  - Campeão meio-medios do UFC (1 vez)
  - Nocaute da Noite (3 vezes)
  - Luta da Noite (2 vez)
- World Extreme Cagefighting
  - Luta da Noite (1 vez)

## Cartel no MMA
| Cartel no MMA   |             |            |
| 26 lutas        | 18 vitórias | 8 derrotas |
| Por nocaute     | 8           | 3          |
| Por finalização | 1           | 0          |
| Por decisão     | 9           | 5          |

| Res.    | Cartel | Oponente           | Método                                    | Evento                                  | Data       | Round | Tempo | Local                       | Notas                                                    |
| ------- | ------ | ------------------ | ----------------------------------------- | --------------------------------------- | ---------- | ----- | ----- | --------------------------- | -------------------------------------------------------- |
| Derrota | 18-8   | Paulo Costa        | Nocaute Técnico (socos)                   | UFC 217: Bisping vs. St.Pierre          | 04/11/2017 | 2     | 1:23  | Nova Iorque, Nova Iorque    |                                                          |
| Derrota | 18-7   | Tim Boetsch        | Nocaute Técnico (chute na cabeça e socos) | UFC Fight Night: Chiesa vs. Lee         | 25/06/2017 | 2     | 0:46  | Cidade de Oklahoma          | Luta em Peso Casado; Hendricks não bateu o peso.         |
| Vitoria | 18-6   | Hector Lombard     | Decisão (unânime)                         | UFC Fight Night: Lewis vs. Browne       | 19/02/2017 | 3     | 5:00  | Halifax, Nova Scotia        | Estreia no Peso Médio.                                   |
| Derrota | 17-6   | Neil Magny         | Decisão (unânime)                         | UFC 207: Nunes vs. Rousey               | 30/12/2016 | 3     | 5:00  | Las Vegas, Nevada           | Luta em Peso Casado; Hendricks não bateu o peso.         |
| Derrota | 17-5   | Kelvin Gastelum    | Decisão (unânime)                         | UFC 200: Tate vs. Nunes                 | 09/07/2016 | 3     | 5:00  | Las Vegas, Nevada           | Luta em Peso Casado; Hendricks não bateu o peso.         |
| Derrota | 17-4   | Stephen Thompson   | Nocaute Técnico (chutes e socos)          | UFC Fight Night: Hendricks vs. Thompson | 06/02/2016 | 1     | 3:31  | Las Vegas, Nevada           |                                                          |
| Vitória | 17-3   | Matt Brown         | Decisão (unânime)                         | UFC 185: Pettis vs. dos Anjos           | 14/03/2015 | 3     | 5:00  | Dallas, Texas               |                                                          |
| Derrota | 16-3   | Robbie Lawler      | Decisão (dividida)                        | UFC 181 Hendricks vs. Lawler II         | 06/12/2014 | 5     | 5:00  | Las Vegas, Nevada           | Perdeu o Cinturão Meio Médio do UFC.                     |
| Vitória | 16-2   | Robbie Lawler      | Decisão (unânime)                         | UFC 171: Hendricks vs. Lawler           | 15/03/2014 | 5     | 5:00  | Dallas, Texas               | Ganhou o Cinturão Meio Médio Vago do UFC; Luta da Noite. |
| Derrota | 15-2   | Georges St. Pierre | Decisão (dividida)                        | UFC 167: St. Pierre vs. Hendricks       | 16/11/2013 | 5     | 5:00  | Las Vegas, Nevada           | Pelo Cinturão Meio Médio do UFC; Luta da Noite.          |
| Vitória | 15-1   | Carlos Condit      | Decisão (unânime)                         | UFC 158: St. Pierre vs. Diaz            | 16/03/2013 | 3     | 5:00  | Montreal, Quebec            | Luta da Noite.                                           |
| Vitória | 14-1   | Martin Kampmann    | Nocaute (soco)                            | UFC 154: St. Pierre vs. Condit          | 17/11/2012 | 1     | 0:46  | Montreal, Quebec            | Nocaute da Noite                                         |
| Vitória | 13-1   | Josh Koscheck      | Decisão (dividida)                        | UFC on Fox: Diaz vs. Miller             | 05/06/2012 | 3     | 5:00  | East Rutherford, New Jersey |                                                          |
| Vitória | 12-1   | Jon Fitch          | Nocaute (soco)                            | UFC 141: Lesnar vs. Overeem             | 30/12/2011 | 1     | 0:12  | Las Vegas, Nevada           | Nocaute da Noite.                                        |
| Vitória | 11-1   | Mike Pierce        | Decisão (dividida)                        | UFC 133: Evans vs. Ortiz II             | 06/08/2011 | 3     | 5:00  | Filadélfia, Pennsylvania    |                                                          |
| Vitória | 10-1   | TJ Waldburger      | Nocaute (socos)                           | UFC Fight Night: Nogueira vs. Davis     | 26/03/2011 | 1     | 1:35  | Seattle, Washington         | Nocaute da Noite.                                        |
| Derrota | 9-1    | Rick Story         | Decisão (unânime)                         | TUF 12 Finale                           | 04/12/2010 | 3     | 5:00  | Las Vegas, Nevada           |                                                          |
| Vitória | 9-0    | Charlie Brenneman  | Nocaute Técnico (socos)                   | UFC 117: Silva vs. Sonnen               | 07/08/2010 | 2     | 0:40  | Oakland, California         |                                                          |
| Vitória | 8-0    | TJ Grant           | Decisão (majoritária)                     | UFC 113: Machida vs. Shogun II          | 08/05/2010 | 3     | 5:00  | Montreal, Quebec            |                                                          |
| Vitória | 7-0    | Ricardo Funch      | Decisão (unânime)                         | UFC 107: Penn vs. Sanchez               | 12/12/2009 | 3     | 5:00  | Memphis, Tennessee          |                                                          |
| Vitória | 6-0    | Amir Sadollah      | Nocaute Técnico (socos)                   | UFC 101: Declaration                    | 08/08/2009 | 1     | 0:29  | Filadélfia, Pennsylvania    | Estréia no UFC.                                          |
| Vitória | 5-0    | Alex Serdyukov     | Decisão (unânime)                         | WEC 39: Brown vs. Garcia                | 01/03/2009 | 3     | 5:00  | Corpus Christi, Texas       | Luta da Noite.                                           |
| Vitória | 4-0    | Justin Haskins     | Nocaute Técnico (socos)                   | WEC 37: Torres vs. Tapia                | 03/12/2008 | 2     | 0:43  | Las Vegas, Nevada           |                                                          |
| Vitória | 3-0    | Richard Gamble     | Finalização (d'arce choke)                | HDNet Fights Xtreme Fighting League 1   | 15/03/2008 | 1     | 1:45  | Tulsa, Oklahoma             |                                                          |
| Vitória | 2-0    | Spencer Cowley     | Nocaute (socos)                           | Snakebite Fight Night                   | 16/11/2007 | 2     | 0:35  | Tulsa, Oklahoma             |                                                          |
| Vitória | 1-0    | Victor Rackliff    | Nocaute Técnico (socos)                   | MOTC XVI: Masters of the Cage 16        | 28/09/2007 | 3     | 1:54  | Oklahoma City, Oklahoma     |                                                          |